# Vučitrn
Vučitrn (albanski: Vushtrri ili Vushtrria) je grad i istoimena općina u sjeveroistočnom dijelu Kosova. Administrativno pripada Kosovsko-mitrovačkom okrugu.
U općini Vučitrn, prema UNMIK-ovim procjenama, danas živi oko 106.000 stanovnika, od čega su preko 95% Albanci.

## Demografija
Naselje ima albansku etničku većinu. Do 1999. godine u gradu je živjelo oko 1.200 Srba, oko 500 Muslimana i oko 2.000 Roma.
Broj stanovnika u naselju na popisima:
- popis stanovništva 1948. godine: 5.813
- popis stanovništva 1953. godine: 6.691
- popis stanovništva 1961. godine: 8.025
- popis stanovništva 1971. godine: 12.334
- popis stanovništva 1981. godine: 20.204
- popis stanovništva 1991. godine: 30.651

## Povijest
Na području Vučitrna je postojalo naselje Vicianum, koje su Rimljani osvojili u 1. stoljeću pr. Kr. i od njega napravili svoju koloniju. Vicianum je kasnije bio pod bizantskom vlašću, a nakon Velike seobe postao jedno od najistočnijih mjesta na Balkanu s katoličkom većinom.
Nakon što je Otomansko Carstvo osvojio Kosovo krajem 14. stoljeća, Vučitrn je odabran za sjedište sandžaka, i odatle se po lokalnom području širio islam. Od 18. stoljeća Vučitrn, dotada važno naselje, počinje gubiti na važnosti. Godine 1912. ga je za vrijeme Prvog balkanskog rata osvojila Srbija, a od 1918. je dio Kraljevine SHS.
Za vrijeme Drugog svjetskog rata i nakon sloma Kraljevine Jugoslavije u travnju 1941. Vučitrn se našao u dijelu Kosova pod njemačkom okupacijom i nominalnom vlašću srpske vlade pod Milanom Nedićem. Nakon završetka rata je postao dio autonomne oblasti, a kasnije SAP Kosovo u okviru Srbije i SFRJ.
Za vrijeme Kosovskog rata su na području Vučitrna zabilježeni mnogi zločini nad lokalnim albanskim stanovništvom od strane srpskih i jugoslavenskih vojno-policijskih snaga. Albanski izvori tvrde da je tada ubijeno oko 500, a nestalo oko 100 stanovnika općine. 

## Kulturne znamenitosti

### Vojinovića kula
Danas je od cjelokupne nekadašnje utvrde ostala samo donžon kula koju Srbi nazivaju Vojinovića kula (po Vojinovićima iz epskih pjesama) s dijelom bedema u obliku kvadrata.
Sama Donžon kula spada u red najljepših kula tog tipa u ovom dijelu Europe zbog svojih lijepih proporcija i pravilno poredanog kamenja u njenim zidovima. Na njenim zidovima (debljine oko 3 m) se vide ostaci mašikula, puškarnica, a pored zatvorenog prizemlja, imala je kat, nad kojim se nalazio otvoreni vrh kule s grudobranom.
Visina bedema kvadratnog dvorišta je 4 m—5 m, s izuzetkom južnog dijela bedema koji je okrenut ka glavnoj ulici s kosinom pri dnu (visina 1,2 m—1,5 m, ispad 0,35 m—0,4 m) čija je visina 6 m — 7 m.

### Dožon most
Dožon most, kako ga Srbi tog kraja zovu Vojnovića most, u Vučitrnu preko rijeke Sitnice na starom karavanskom putu koji je povezivao Dubrovačku Republiku sa Skopljem je najstariji očuvani kameni most na prostoru Kosova i potječe s kraja 14. stoljeća. Čini ga ukupno 9 lukova (5 prvokutnih i 4 naknadno dodana) s ukupnom duljinom preko 135 m, dok širina ceste iznosi skoro 5 m. Sitnica više ne protiče ispod Dožon mosta, jer je zbog prirodnih geoloških promjena promijenila svoj tok, pa sada protječe u neposrednoj blizini mosta.

## Vanjske poveznice
- Općina Vučitrn
- OSCE Profile of Vushtrri / Vucitrn  Arhivirana inačica izvorne stranice od 24. rujna 2015. (Wayback Machine)
- SOK Kosovo and its population